# 威廉·狄尔泰
威廉·狄尔泰（德語：Wilhelm Dilthey；1833年11月19日—1911年10月1日），德国哲学家、历史学家、心理学家、社会学家。

## 生平
他於海德堡大學學習神學，後轉赴柏林大學並取得博士學位。後任教於柏林大學（1865-1866；1882-1911）、巴賽爾大學（1867，取得教授資格）、基爾大學（1868-1870）、弗羅茨瓦夫大學（1870-1882）。

## 思想
他曾研究黑格尔青年时期的手稿，于1906年發表《黑格尔青年时代的历史》。最初属于新康德主义，后转向生命哲学，致力于所谓“历史理性的批判”，主张“历史的相对主义”。认为哲学的中心问题是生命。通过个人“生活的体验”（Erlebnis）和对生命同情的“理解”（Verstehen），就可认识到文化或历史即生命的体现。强调和不同的生活类型——理性的、情感的、意志的——相应的是不同的宇宙观，不同的历史时期也有不同的宇宙观为其特征。他同时认为任何一种宇宙观都是相对的，这就是历史主义的要义。

## 影响
现代西方哲学的一些重要流派，如雅斯贝尔斯的精神病理学、胡塞尔的现象学、海德格尔的存在主义、伽达默尔的解释学都带有狄尔泰论述的烙印，社会学家韦伯、曼海姆等也受到狄尔泰的影响。

## 著作
- 《施莱尔马赫的伦理学原理》（1864）（博士论文）
- 《施莱尔马赫传》（1870）
- 《精神科学导论》（1883）
- 《体验与文学》（1905）（论文集）
- 《黑格尔青年时代的历史》（1906）

他生前发表的和大量未发表的著作被编集成《狄尔泰全集》（共26卷）

## 外部連結
- 張旺山：〈行動人與歷史世界的建造：論狄爾泰的「生命的詮釋學」 （页面存档备份，存于）〉.